# Jeffrey Fortes
Jeffrey Fortes (Rotterdam, 1989. március 22. –) holland-zöld-foki labdarúgó, az élvonalbeli De Graafschap hátvédje.